# Scotch Cup 1961
Scotch Cup 1961 var den tredje udgave af curlingturneringen Scotch Cup og blev afviklet i byerne Ayr, Falkirk, Perth og Edinburgh i Skotland. For første gang havde turneringen deltagelse af tre hold, eftersom et hold fra USA for første gang deltog. Turneringen blev for tredje år i træk vundet af Canada, som i finalen vandt 12-7 over Skotland.
I dag betragter World Curling Federation Scotch Cup 1961 som det tredje VM i curling for mænd.

## Resultater

### Round Robin
| Kamp | Hold              | Res.  |
| ---- | ----------------- | ----- |
| 1    | Skotland - USA    | 9-8   |
| 2    | Canada - Skotland | 11-10 |
| 3    | Canada - USA      | 10-6  |
| 4    | USA - Skotland    | 11-9  |
| 5    | USA - Canada      | 13-6  |
| 6    | Skotland - Canada | 15-4  |

| Plac. | Hold     | Vundne | Tabte |
| ----- | -------- | ------ | ----- |
| 1.    | Skotland | 2      | 2     |
| 2.    | Canada   | 2      | 2     |
| 3.    | USA      | 2      | 2     |

### Slutspil
| Kamp       | Hold              | Res. |
| ---------- | ----------------- | ---- |
| Semifinale | Canada - USA      | 14-9 |
| Finale     | Canada - Skotland | 12-7 |

| Samlet rangering | Samlet rangering |
| ---------------- | ---------------- |
| Guld             | Canada           |
| Sølv             | Skotland         |
| 3.               | USA              |